# Il cannocchiale aristotelico
Il cannocchiale aristotelico il cui nome completo è Il cannocchiale aristotelico, o sia Idea dell'Arguta et Ingeniosa Elocutione che serve à tutta l'Arte Oratoria, Lapidaria, et Simbolica esaminata co’ Principij del divino Aristotile, è uno dei più importanti saggi di semiotica del Seicento. Scritto da Emanuele Tesauro, fu pubblicato per la prima volta nel 1654. L'edizione definitiva fu pubblicata a Torino nel 1670 per i tipi di Bartolomeo Zavatta.

## Caratteri generali
Pubblicato nel 1654, Il cannocchiale potrebbe sembrare un'opera in ritardo sui tempi. La grande fioritura della metaforica barocca era già in atto nei primi anni del Seicento e aveva raggiunto esiti avanzati sin dal quarto decennio del secolo. Il ritardo del Cannocchiale aristotelico, è tuttavia soltanto apparente: non solo perché il saggio tesauriano fu scritto negli anni '20, nel clima di acceso dibattito che era venuto a crearsi intorno all'Adone di Giambattista Marino, ma anche perché gli estremi frutti della poetica concettista si avranno negli ultimi decenni del secolo (si pensi all'Alloro fruttuoso di Giuseppe Artale, del 1672, o alle Scintille poetiche di Giacomo Lubrano, uscite nel 1690).
Tesauro, col suo Cannocchiale, autorizza gli intellettuali a utilizzare in modo più libero e spregiudicato possibile la figura retorica della metafora. Quest'ultima, in Tesauro, acquista valore sia verbale che non verbale, poiché non solo l'uomo la utilizza. Anche segni extralinguistici, infatti, come Dio stesso, diventano metafore da riuscire a capire. Ecco allora che i prodotti umani, gli animali, le piante e addirittura la Bibbia stessa, attraverso le sue parabole, diventano metafore. In questo modo, l'autore assurge a una semiotica antropologica che decifra tutta la realtà a noi circostante, formata da segni impliciti e distinti, che noi dobbiamo intendere, anche solo per il piacere del nostro genio.
Lo scopo di Tesauro è quindi, in scia con i dettami della nuova scienza galileiana, di dare una soluzione a tutti questi segnali, cercando di uniformarli dentro al suo saggio. Rimanendo sempre sul rapporto che il saggio ha con la nuova scienza, da evidenziare è il suo frontespizio: in un'allegoria la Poesia, aiutata da Aristotele, osserva con il cannocchiale le macchie solari, simbolo a loro volta dei falsi entimemi. Da qui anche il gusto tipicamente barocco della meraviglia e del contrasto che si ottiene dal titolo ossimorico, il quale unisce la vecchia scienza con la nuova.

## La metafora
La metafora è considerata dal Tesauro "il più ingegnoso e acuto, il più pellegino e mirabile, il più giovale e giovevole parto dell'umano intelletto". Non è più un momento retorico privilegiato, ma uno strumento conoscitivo che permette di cogliere i molteplici e misteriosi momenti della realtà.
La metafora, in Tesauro, diventa il principio di ogni arte, da quella letteraria a quella teatrale, con la quale ha in comune il trasformismo e l'illusionismo.
Il saggio passa in rassegna tutti i tipi di figure retoriche, da quelle armoniche fino a quelle patetiche, per giungere a quelle ingegnose, dominate appunto dalla metafora. Questa viene considerata la migliore per diversi motivi:
- le altre non mutano, lei sì
- le altre si fermano in superficie, mentre questa va in profondità, essendo un atto di riflessione
- grazie al suo carattere associazionistico, unisce elementi anche molto lontani fra loro
- è una figura di pensiero e quindi aumenta la conoscenza, anche del lettore che, per riuscire a decifrarla, deve sforzarsi mentalmente, acquisendo pure un senso di soddisfazione.

Figura anche di sintesi, opposta in maniera evidente alla similitudine di gusto rinascimentale, deve avere dei requisiti:
- brevità, poiché in una parola sono racchiusi più concetti
- novità, nel senso che non esisteva prima
- chiarezza, data dallo sforzo per decifrarla.

## Diffusione e critica
Il Cannocchiale di Tesauro è stato studiato, in una prospettiva di poetiche europee, da Helmut Hatzfeld, Three national deformations of Aristotle: Tesauro, Graciàn, Boileau, in «Studi Secenteschi», 2, 1961, pp. 3-21.
Secondo Hatzfeld esistono tre fasi del barocco, che nella letteratura italiana si svolgono in anticipo di una generazione. Il Tesauro apparterrebbe all'ultima estremistica fase del Barocco, sarebbe «baroquistic»; Gracián e Boileau apparterrebbero entrambi, sia pure in diversa posizione rispetto ai precetti aristotelici, alla stessa fase, sarebbero cioè dei veri barocchi.
Un ruolo chiave nella diffusione europea del capolavoro di Tesauro fu svolto dalla traduzione latina, curata da Caspar Cörber nel 1698, opera citata da Dominique Bouhours e nell’Allgemeine Theorie der schönen künste dello svizzero Johann Georg Sulzer.